# Octopodidae
Los octopódidos (Octopodidae) son una familia de moluscos cefalópodos del orden Octopoda que agrupa a la mayor parte de las especies conocidas de pulpos.

## Subfamilias y géneros
- género basal Vulcanoctopus
- Subfamilia Bathypolypodinae
  - género Bathypolypus
  - género Benthoctopus
  - género Grimpella
  - género Teretoctopus
- Subfamilia Eledoninae
  - género Adelieledone (recently split from Pareledone)
  - género Eledone
  - género Pareledone
  - género Tetracheledone
  - género Velodona
  - género Vosseledone
- Subfamilia Graneledoninae
  - género Bentheledone
  - género Graneledone
  - género Thaumeledone
- Subfamilia Megaleledoninae
  - género Megaleledone
- Subfamilia Octopodinae
  - género Abdopus
  - género Ameloctopus
  - género Amphioctopus
  - género Aphrodoctopus
  - género Cistopus
  - género Enteroctopus
  - género Euaxoctopus
  - género Hapalochlaena
  - género Octopus
  - género Pinnoctopus
  - género Pteroctopus
  - género Robsonella
  - género Scaeurgus
  - género Thaumoctopus
  - género Wunderpus